# Богуславский, Густав Александрович
Густав Александрович Богуславский (11 июля 1924, Москва — 18 июля 2014, Санкт-Петербург) — советский и российский историк, культуролог, педагог, публицист.

## Биография
Мать работала библиотекарем, отец скончался в 1930 году. С детства интересовался историей и летом 1940 года ему довелось присутствовать на защите диссертации по теме «Ништадтский мир» на историческом факультете МГУ. Вопросы, которые школьник Богуславский задавал соискателю, обнаруживали недюжинную эрудицию спрашивающего и с ним захотел познакомиться декан исторического факультета. После этой встречи последовала еще одна с наркомом просвещения РСФСР  В. П. Потёмкиным. Богуславский был рекомендован к приёму без экзаменов на исторический факультет МГУ, но для этого должен был сдать материал 9-го и 10-го классов. Это удалось осуществить, и Богуславский окончил школу в возрасте 16 лет в 1941 году.
В армию призван не был, так как был комиссован из-за сильной близорукости. Служил лектором в Политуправлении Северного флота. Выступал с докладами об исторических подвигах русского флота на кораблях и в береговых частях. В дни Московской паники 17 октября 1941 г. стал единственным посетителем читального зала истории СССР Государственной публичной исторической библиотеки России .
Окончил исторический факультет Московского государственного университета. В 1960 году получил звание почётного члена Русского Географического общества, в лекционном зале РГО им были прочитаны 235 лекций. В 1960-х годах много работал на центральном телевидении автором и ведущим больших передач на исторические, культурологические и общественно-политические темы. Более 12 лет преподавал историю в средних школах Москвы, в том числе, в 1969—1972 годах во Второй Московской физико-математической школе. В 1969 году провёл в течение 52 дней с 52 девятиклассниками путешествие по маршруту, который позднее стали называть "Золотым кольцом".   
Среди его исторических работ и исследований — монографии о Московском Кремле, об Оружейной палате, о Соловецких островах, об обороне Севастополя, об А. В. Суворове, С. О. Макарове и других. С 1966 по 1975 год работал в издательстве «Советская Россия» как автор серии монографических книг-альбомов «Память России». В 1975 году был издан его труд «Вечным сынам Отчизны», посвященный мемориальным комплексам и памятникам Великой Отечественной войны на территории СССР и зарубежных стран.
После переезда из Москвы в Ленинград с 1976 по 1983 годах работал в Ленинградском кораблестроительном институте, занимаясь его историей. Одновременно вёл разнообразную общественную деятельность, направленную на популяризацию истории Петербурга — Ленинграда, выступал с историческими лекциями в научных и культурно-просветительских учреждениях, на предприятиях, занимался преподавательской работой, организовал и руководил первым в Ленинграде специализированным историческим классом, выпустил несколько специализированных гуманитарных классов в школах города. В 1987 году в 307-й школе создал первый в Ленинграде специализированный исторический класс. В конце 1980-х — начале 1990-х преподавал историю в школе № 107 на Выборгской улице. Позднее вёл специализированные гуманитарные классы в 86 петербургской школе, последний такой класс выпустил в 2000 году. В конце 1970-х годов был удостоен звания «Лучший учитель года Ленинграда». В 1980-х годах стал одним из организаторов «Клуба знатоков Ленинграда» и до 1985 года являлся его председателем. В начале 1991 года был одним из учредителей и первых членов Всемирного клуба петербуржцев. В 1991 году стал одним из организаторов и инициаторов Университета Петербурга в рамках общественной организации «Институт Петербурга». Был ректором Университета Петербурга на общественных началах. В 1992 году создал Юношеский университет Петербурга. Действительный член Международной Академии детского и юношеского туризма и краеведения.
В 1997 году был отмечен премией представителя Президента РФ «За воспитание подрастающего поколения». В 1998 году был награждён Анциферовским дипломом и в 2009 году Анциферовской премией за общий вклад в современное петербургское краеведение. С 2002 года вел цикл рассказов о выдающихся деятелях культуры Петербурга на «Радио России – Санкт-Петербург». В 2005 году прошёл в шорт-лист при выборах почетного гражданина Санкт-Петербурга.
В Санкт-Петербурге жил в Доме с башнями.

### Принципы педагогики
Принципы, которыми Богуславский руководствовался при преподавании истории в специализированных классах, он сам сформулировал в одном из интервью:

Истории в специализированных классах уделялось больше часов,  чем в других,  и я понимал,  что для успешной напряженной работы ребятки должны чувствовать себя комфортно,  почти как дома.  Поэтому господствующий жанр урока был размышление без вызовов к доске,  с правом отвечать сидя и с особым поощрением за очень умный и тонкий вопрос.  На дом – задания,  нередко требующие настоящей исследовательской работы;  за выдающийся вопрос – несколько «пятерок»  в журнал.

## Память
25 января 2018 года в библиотеке Академического университета прошли Первые Богуславские чтения.

## Публикации
Автор более 600 печатных работ, из которых 300 посвящено истории Петербурга. В частности, автор книг:
- А. В. Суворов в отечественном изобразительном искусстве. — М.: Искусство, 1952. — 126 с.[9]
- Государственная оружейная палата Московского Кремля. — М.: Изобразительное искусство, 1958. — 502 с.[9]
- Царь-колокол. — М.: Московский рабочий, 1958. — 52 с.[9]
- Бородинская панорама / ред. Н. Колосов. — М.: Московский рабочий, 1966. — 128 с.[9]
- Соловецкие острова: Путеводитель. — М.: Советская Россия, 1968. — 104 с.[9]
- Память России. — М.: Советская Россия, 1969. — 550 с.[9]
- Памятники Поволжья. — М.: Советская Россия, 1972. — 402 с.[9]
- Памятники Сибири. — М.: Советская Россия, 1974. — 418 с.[9]
- Памятники Сибири. Западная Сибирь и Красноярский край. — М.: Советская Россия, 1974. — 300 с.[9]
- Памятники Сибири. Восточная Сибирь и Дальний Восток. — М.: Советская Россия, 1975. — 474 с.[9]
- Вечным сынам Отчизны. Памятники Великой Отечественной войны. — М.: Советская Россия, 1975. — 640 с.[9]
- Богуславский Г. А. Острова Соловецкие. Архангельск, 1978. — 173 с.; Северо-Западное кн. изд-во, 1971. — 162  с.; 1966. — 194 c.
- 100 очерков о Петербурге. Северная столица глазами москвича. — М.: Центрполиграф, 2011.

## Награды
- Медаль «За оборону Москвы»
- Медаль «За оборону Советского Заполярья»
- Медаль «За победу над Германией в Великой Отечественной войне 1941—1945 гг.»
- Медаль «За доблестный труд в Великой Отечественной войне 1941—1945 гг.»